# Oboa d’amore
Az oboa d'amore a nádnyelves hangszerek családjába tartozik, kettős nádnyelves fúvókával megszólaltatott fúvós hangszer. Kónikus, tehát kúpos furatú, fából készült, billentyűzettel ellátott teste van. Az oboa hangszercsaládba tartozik, annak mezzoszoprán fekvésű tagja.

## Leírása
Az oboához hasonló felépítésű, de annál egy terccel mélyebb hangolásának megfelelően kissé hosszabb. Legszembetűnőbb vonása, hogy az oboától eltérően korpusza nem tölcsérszerűen, hanem az angolkürthöz hasonlóan körteformájúan végződik, a nádsíp pedig enyhén hajlított fémcső közvetítésével csatlakozik a hangszerhez. Kezelése, ujjtechnikája hasonlít az oboához, rendszerint oboisták játszanak rajta. Transzponáló hangszer, a-hangolású.
Az oboa d'amore nádsípja hasonlít az oboáéhoz, de annál kissé rövidebb és szélesebb. A fém toldalékcsőbe a fagotthoz hasonlóan illeszkedik.
Elsőként Christoph Graupner használta Wie wunderbar ist Gottes Güt című kantátájában 1717-ben, és ettől kezdve a század végéig igen elterjedt volt. Johann Sebastian Bach és Georg Philipp Telemann számos kantátájában is szerepel. A 18. század végétől az angolkürt háttérbe szorította, majd a 19. század végétől modern változatát több szerző ismét használta, többek között Richard Strauss, Claude Debussy. Legismertebb szerepét Maurice Ravel Bolerójában kapta.